# Prétot-Vicquemare
Prétot-Vicquemare är en kommun i departementet Seine-Maritime i regionen Normandie i norra Frankrike. Kommunen ligger i kantonen Doudeville som tillhör arrondissementet Rouen. År 2022 hade Prétot-Vicquemare 229 invånare.
Skådespelaren och sångaren Bourvil växte upp i Prétot-Vicquemare.

## Befolkningsutveckling
Antalet invånare i kommunen Prétot-Vicquemare
| Referens: INSEE |